# Klavierquartett
Ein Klavierquartett ist ein kammermusikalisches Werk für eine Besetzung, die aus Klavier und drei weiteren Instrumenten besteht. Die gebräuchlichste Besetzung ist Klavier, Violine, Viola und Violoncello.
In der klassischen Kammermusikliteratur nehmen Klavierquartette eine weniger bedeutende Stellung ein als Klaviertrios oder Streichquartette. Dennoch ist die Anzahl nicht unbedingt als klein zu bezeichnen, wenngleich viele Quartette kaum zur Aufführung gelangen, weil es nur wenige feste Klavierquartettformationen gibt und Ad-hoc-Ensembles meist bei den populären Stücken bleiben. Zu nennen sind u. a. die beiden Klavierquartette von Mozart (Nr. 1 g-Moll KV 478, Nr. 2 Es-Dur KV 493) und drei Werke von Brahms (Nr. 1 g-Moll op. 25, Nr. 2 A-Dur op. 26, Nr. 3 c-Moll op. 60). In den Konzertprogrammen finden sich auch des Öfteren Klavierquartette von Schumann, Fauré und Dvořák, seltener diejenigen von Mendelssohn Bartholdy (Nr. 1 c-moll op. 1, Nr. 2 f-moll op. 2, Nr. 3 h-moll op. 3), Weber (B-dur op. 8) und beispielsweise von Walton, Suk, Saint-Saëns, Strauss oder Turina.
Vor allem ab dem 20. Jahrhundert entstanden auch Klavierquartette für variablere Besetzungen, beispielsweise das Quartett op. 22 von Anton Webern (1930), das neben dem Klavier Violine, Klarinette und Tenorsaxophon einsetzt, oder Olivier Messiaens Quatuor pour la fin du temps (1940) für Klavier, Violine, Cello und Klarinette.

## Beispiele
- Klavierquartett (Mahler)
- Friedrich Kiel#Klavierquartette
- Ludwig van Beethoven#Klavierquartette